# Luna 2
La Luna 2 (sèrie E-1A) va ser la segona sonda espacial del programa Luna de la Unió Soviètica llançada a la Lluna. Va ser el sisè intent soviètic d'arribar a la superfície lunar i la primera sonda a aconseguir-ho. Va impactar a la Lluna el 1959 en una zona a l'oest del Mare Serenitatis, a prop dels cràters Arístides, Arquímedes i Autòlic.
El seu disseny era similar al de la Luna 1: era una sonda esfèrica amb antenes i parts dels instruments que sobresortien. Els instruments també eren semblants, incloent-hi un escintil·lòmetre, comptadors Geiger, un magnetòmetre, detectors de radiació Txerenkov i detectors de micrometeorits. La Luna 2 no tenia sistemes de propulsió.